# Stelis vulcani
Stelis vulcani är en orkidéart som beskrevs av Heinrich Gustav Reichenbach. Stelis vulcani ingår i släktet Stelis och familjen orkidéer. Inga underarter finns listade i Catalogue of Life.